# Роберто Массімо
Роберто Массімо (нім. Roberto Massimo, нар. 12 жовтня 2000, Аккра, Гана) — німецький футболіст ганського походження, форвард клубу «Гройтер» (Фюрт).

## Ігрова кар'єра

### Клубна
Роберто Массімо народився у Гані в місті Аккра. Свою футбольну кар'єру починав у Німеччині в клубах нижчих ліг. На дорослому рівні Роберто дебютував у 2017 році в складі клубу Другої Бундесліги «Армінія» з міста Білефельд.
У травні 2018 року Массімо уклав угоду з клубом Бундесліги — «Штутгартом» але ще рік залишався в «Армінії» на правах оренди.

### Збірна
У 2020 році Массімо зіграв першу гру у складі молодіжної збірної Німеччини.

## Особисте життя
Роберто Массімо народився у Гані в інтернаціональній родині. Його батько італієць, а мати родом з Ліберії. Сам Роберто виріс в Німеччині і має німецьке громадянство.